# Beaulieu 5008 S

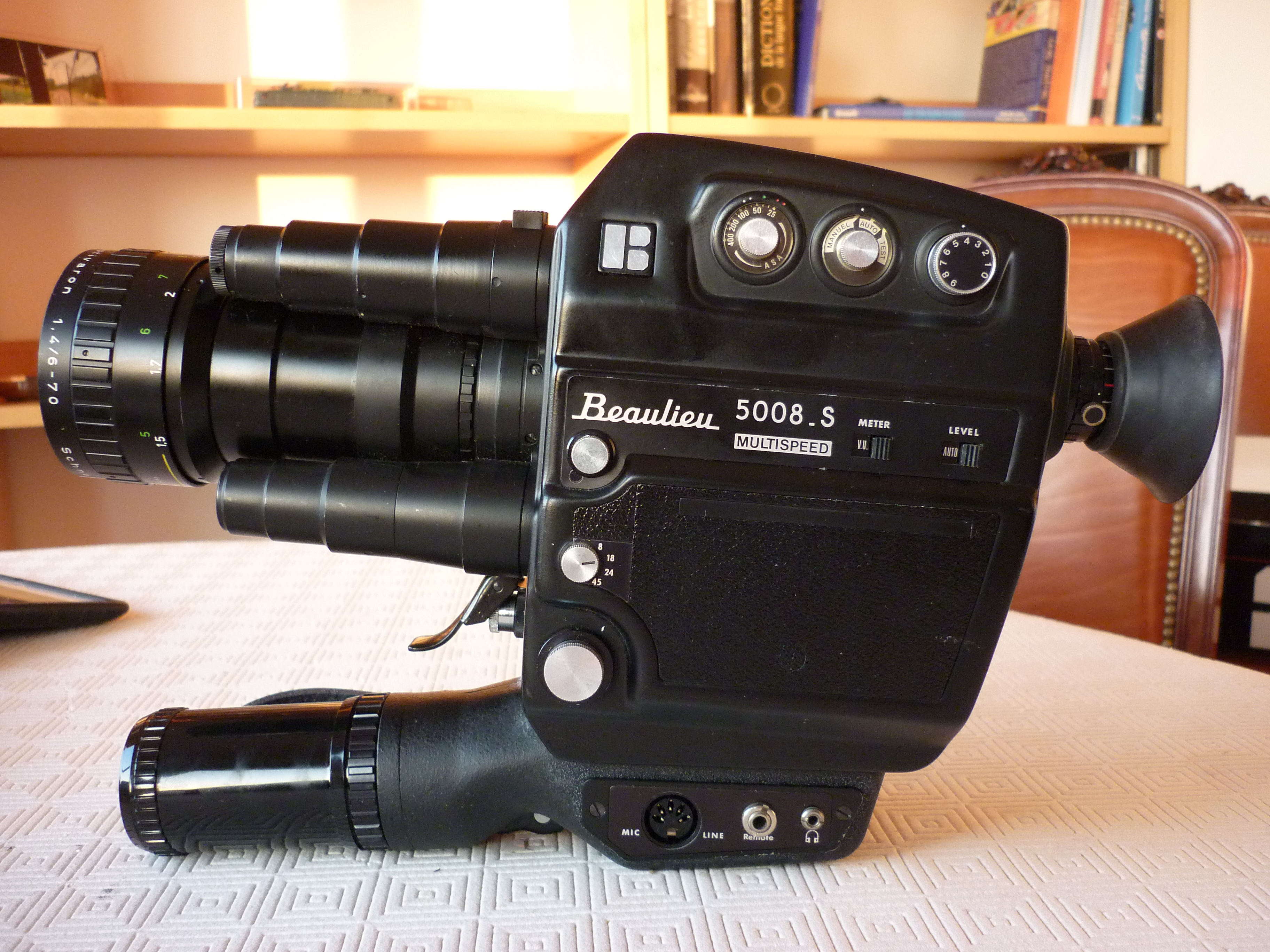
Beaulieu 5008 S

La Beaulieu 5008 S est une caméra semi-professionnelle Super 8 à deux vitesses. Cette caméra a été produite par Beaulieu. Elle a été lancée en février 1974. Sa principale différence avec les modèles concurrents était son utilisation d'objectifs interchangeables de type Schneider Kreuznach et Angénieux à la manière des appareils photos reflex.

## Description
- Format Super-8 Kodapak, Kodachrome ou Ektachrome
- Objectif : interchangeable, Schneider Kreuznach Optivaron zoom 6–66 mm f/1.8 ou Angénieux 6–80 mm f/1.2-1.4
- Macro avec Schneider Kreuznach de 0 à 1 500 mm
- Filtre intégré Wratten filter 85
- Ouverture motorisée avec moteur reflexmatic ou manuelle
- Zoom électrique de 4 à 12 secondes ou manuel
- Viseur Reflex
- Obturateur avec guillotine 1/40 de seconde (18 images) ou 1/60 de seconde (24 images)
- Mesure de l'exposition à cellule CdS
- ASA : 25 à 400
- Télécommande électrique
- Alimentation par batterie rechargeable 500 mA/ 7,2 V NiCd.
- Son : amplificateur intégré 50 à 12 kHz +/- 1,5 dB (24 images) et 50 à 9,5 kHz +/- 1,5 dB (18 images)
- Rapport signal/bruit : 57 dB
- Ecouteurs Z > 1,5 kΩ
- Mike : DIN 5 pins, avec 3 sensibilités : 0,15 mV to 20 mV Z = 5 kΩ, 3 mV à 15 mV  Z = 100 kΩ et 30 mV à 1,2 V  Z = 500 kΩ
- Instabilité du cabestan : 0,4 %
- Dimensions : 34 cm (L) x 10 cm (l) x 21 cm (h)
- Poids de 2,55 kg avec zoom Angénieux 6-80